# Justo Pastor Perafán
Justo Pastor Perafán Homen (Rosas, Cauca, 11 de diciembre de 1946), conocido por los alias de "El Doctor", "Don Pepe", "Jacinto", "José Luis Rodríguez Rojas" o "El Panadero", es un exnarcotraficante, expanadero, exmilitar, y socialite, colombiano. Fue líder del Cartel de Bogotá y el Cartel del Cauca, y mantuvo relaciones con el Cartel de Cali.
Perafán fue arrestado en San Cristóbal, Venezuela el 19 de abril de 1997, tras ser requerido por las justicias de Colombia, Estados Unidos, Italia y Costa Rica bajo cargos de narcotráfico. Perafán fue extraditado a los Estados Unidos y condenado a pagar 30 años de prisión.

## Biografía
Perafán Homen nació el 11 de diciembre de 1946 en Rosas (Cauca), en el hogar de Victoria Homen y Salvador Perafán.
Estudió bachillerato en Popayán, donde vivió con una familia de panaderos, y allí aprendió el oficio. Su empleo como panadero no le proporcionaba mucho económicamente por lo que decidió ingresar al Ejército Nacional de Colombia en 1968. Como militar, se integró a la rama de suboficiales y llegó a obtener el rango de Sargento Viceprimero, hasta que se retiró de la institución castrense el 30 de octubre de 1979.

### Trayectoria criminal y empresarial
En la década de 1980, Perafán empezó a incursionar en el contrabando, en especial el de licores en la región de Cauca. En 1982, Perafán fue detenido por la Interpol, en Argana, Panamá al ser sorprendido transportando un cargamento de drogas. Hacia 1990, Perafán incursionaba en la plantación y distribución de marihuana de alta calidad en la región de Caloto (Cauca), las cuales fueron descubiertas por las autoridades ese mismo año.
Hacia 1993, Perafán continuó acumulado grandes cantidades de dinero y se codeaba con personajes de la farádula, élite empresarial y política colombiana. El escritor Ricardo Puentes Melo en su libro "Perafán, biografía no autorizada del capo del cartel de Bogotá", narra que Perafán realizó una fastuosa fiesta que celebró la victoria colombiana en el partido de clasificación Argentina-Colombia para la Copa Mundial de Fútbol 1994 junto a los jugadores y prominentes figuras nacionales colombianas: 

Samuel Moreno Rojas, Andrés Pastrana Arango, William Vinasco Ch., Hernán Peláez Restrepo, varios directivos de la federación… Todos dirían luego que no sabían que esa juerga la había pagado el estrafalario Justo Pastor Perafán. Fue asistente asiduo del Gun Club y el Jockey Club, se daba el lujoso placer de financiar reinas de belleza para el certamen de Cartagena (su última esposa fue candidata por el Vichada en 1993), entregaba generosos aportes a campañas políticas y patrocinaba a varios periodistas que, a cambio, lo fotografiaban y le sacaban notas en revistas y periódicos alabándolo como un próspero hombre de negocios, mecenas de la cultura y benefactor de idearios políticos.
Se recuerdan sus nexos con Juan Guillermo Ríos, los hermanos David y Marco Antonio Cañón, con ‘el bandi’ César Villegas, testaferros a través de los cuales ingresó en el mundo de la televisión. Son célebres sus fotografías con Aura Cristina Geithner, Franco de Vita, el torero César Rincón, la cantante Rocío Jurado, el torero José Ortega Cano, Víctor Mosquera, Maruja Iragorri, eso sin hablar de las leyendas urbanas que dan cuenta de cómo patrocinó a una importante cantante colombiana que triunfa en el exterior y cómo se hizo invitar a una gira de negocios para importantes empresarios, organizada por el entonces ministro de Comercio Exterior Juan Manuel Santos.

Su organización contaba con un ala militar o de seguridad conformada por ex-subofociales del Ejército colombiano. Las actividades de Perafán en el narcotráfico eran camufladas con sus títulos de "empresario", bajo un conglomerado de empresas de fachada en Bogotá y la región del Cauca. Entre las empresas a su nombre figuraban Consorcio Perafán Hermanos Ltda, Inversiones Perafán e Hijos Ltda. (Inpehi Ltda.) e Inversiones Ganadecol Ltda. Perafán decía tener inversiones en el sector turístico con sociedades Colombian Hotels y Colombiana de Hoteles S.A.; la Compañía Colombiana Exportadora de Café S.A. (Coexcafé) registrada a su nombre era de fachada para el lavado de activos pues solo existía en papel; en la construcción con ATJ Constructores Ltda; en maquinaria con Maquimóvil Ltda; en la optometría con Proveedores de Elementos Ópticos Ltda; en el sector maderero con Maderas San Luis Ltda; y en la siderurgia con la empresa Siderúrgica Zipaquirá (Siderzipa S.A.). El capo llegó a poseer 62 propiedades en Bogotá, en los departamentos de Cundinamarca, Valle del Cauca, Cauca, Tolima, y Bolívar. En el departamento de Bolívar adquirió un extenso terreno de 1.704.808 metros cuadrados y valorado en USD$426 millones de dólares en la paradisíaca y lujosa isla de Barú, en Bolívar, cerca a la ciudad turística de Cartagena de Indias. A nivel internacional, Perafán también registró empresas a su nombre en Madrid (España), Roma (Italia), y Moscú (Rusia).
Entre sus propiedades también estaba el Hotel Chinauta Resort, cuyo avalúo rondaba en 25 millones de dólares, y el cual habría sido utilizado numerosas veces para eventos oficiales de la campaña presidencial de César Gaviria en 1990. En 1993 pagó una fiesta de celebración en Buenos Aires por el triunfo en el partido de clasificación Argentina-Colombia para la Copa Mundial de Fútbol 1994 a la cual asistieron políticos y periodistas.
En 1994, Perafán fue incluso condecorado por el Congreso colombiano como reconocimiento a sus "actividades industriales". Perafán logró penetrar a la alta sociedad bogotana y se codeaba con la clase empresarial más pudiente de Colombia.
Tras la desarticulación de los carteles de Medellín y Cali, el gobierno colombiano enfocó la guerra contra el narcotráfico contra Perafán, a quien identificaban como el capo del cartel de Bogotá, con influencias en Cauca. 
El gobierno de Ernesto Samper, llegó a ofrecer una recompensa de COP$500 millones de pesos (474.225 dólares) por informes que permitieran la captura de Perafán.

### Escándalo de los narco-cheques
En 1997 fueron descubiertos varios cheques provenientes de testaferros al servicio de narcotraficantes que buscaron financiar campañas de políticos colombianos. Las investigaciones revelaron que en diciembre de 1989, durante la campaña para las elecciones legislativas de Colombia de 1990, Perafán realizó una donación por medio de un cheque a nombre de un testaferro llamado Luis Fernando Escobar Callejas, por valor de COP$2'800.000 de pesos, a favor del exministro de Defensa Guillermo Alberto González̹̹. En esa época, González aspiraba como candidato al Congreso. El ministro González negó relaciones con Perafán y aseguró haber informado inicialmente al presidente Ernesto Samper, demás autoridades y al fiscal general de la Nación, para que investigaran la donación por parte del narco.
Desde la misma cuenta de Perafán y su testaferro Escobar Callejas, el 25 de septiembre de 1991, Perafán giró otro cheque por COP$2'000.000 de pesos a favor del político caucano Aurelio Iragorri Hormaza.

## Captura y extradición
Perafán se refugió en la clandestinidad a partir de marzo de 1996, luego de que las autoridades iniciaran procesos legales en su contra por narcotráfico y lavado de activos. El Gobierno colombiano también ofreció COP$500 millones de pesos por información sobre su paradero. Sus fotografías y videos junto a famosos empezaron a circular en los medios de comunicación. En 1997, en una foto de la Revista Cromos aparecía Perafán junto a su pareja sentimental, la modelo y exreina de belleza por el departamento de Vichada candidata al Reinado Nacional de la Belleza en 1993, Luz Adriana Ruiz, quien fue reconocida en persona y en la foto, por un residente de San Cristóbal, Venezuela. El informante la vio caminando junto a un hombre, por lo que dio aviso a las autoridades venezolanas. Ruíz fue capturada con USD$14.000 dólares, VES$200.000 bolívares y una cédula falsa.
Después de varios días de seguimiento, Perafán fue capturado en San Cristóbal, Venezuela el 19 de abril de 1997 y enviado luego a Caracas, tras ser requerido por las justicias de Colombia, Estados Unidos, Italia y Costa Rica bajo cargos de narcotráfico y lavado de activos. Al momento de su captura, Perafán estaba usando un documento de identidad falso de Venezuela, con el nombre de Rafael Antonio Rojas Cruz, natural de Rosas, Cauca.
Perafán fue extraditado el 27 de mayo de 1997 de Venezuela a los Estados Unidos y condenado en abril de 2001 por una Corte Federal estadounidense en Long Island, Nueva York a pagar 30 años de prisión.
En Colombia, la Fiscalía General de la Nación inició el proceso de extinción de dominio sobre las propiedades de Perafán adquiridos producto del narcotráfico. El proceso inició el 26 de abril de 1998, inicialmente sobre 69 inmuebles y seis vehículos, además de cuentas bancarias.
Previo a su captura, Perafán llegó a amasar una fortuna de al menos 12.000 millones de dólares, y según oficiales de la policía colombiana, incluso superaba las de los capos del Cartel de Cali, Miguel y Gilberto Rodríguez Orejuela.
Estuvo casado seis veces, y su última pareja fue la exreina del Vichada Luz Adriana Ruíz.